# هادخت نسک (اوستای ساسانی)
هادُخت نَسک نسکِ (جلدِ) بیستم از اوستای دورهٔ ساسانیان بوده است که تنها بخش‌هایی از آن به دست ما رسیده است. این نسک دارای ۳۰ فَرگَرد (فصل) بوده است. امروزه در بخش یَشت‌ها از اوستای کنونی، پیوستی به نام هادخت نسک وجود دارد که دارای ۳ فرگرد است. این پیوست به همراه سُروش یَشت هادُخت (یشت ۱۱ از یشت‌ها) و آفرینگانِ گَهَنبار (در بخش خُرده‌اوستا) از بازمانده‌های هادخت نسکِ اوستای ساسانی می‌باشند.